# Святая наука
«Святая наука» — книга, написанная Свами Шри Юктешваром Гири, духовным учителем Парамахансы Йогананды, в 1894 году под начальным названием «Кайвалья даршанам». В книге сравниваются библейские и упанишадские отрывки, чтобы показать единство всех мировых религий, и даётся новое объяснение цикла юг, не соответствующее классической теории.

## Предназначение книги
Книга написана по просьбе Махаватара Бабаджи, который впоследствии её прочитал и благословил.
В предисловии Шри Юктешвар пишет:
Настоящая книга имеет своей целью с возможно большей ясностью показать, что между всеми религиями имеется существенное единство; что между истинами, проповедуемыми различными верованиями, нет никакой разницы; что существует один-единственный путь, которым шло развитие как внешнего, так и внутреннего мира; и что существует только одна единственная Истина — Истина, признаваемая всеми священными писаниями.
В книге приводится сопоставление санскритских сутр с отрывками из Нового Завета, в особенности из Откровения Иоанна Богослова.
В предисловии Шри Юктешвар заявляет: «Эта книга делится на четыре раздела, в соответствии с четырьмя стадиями в развитии знания». Этими четырьмя разделами являются:
- Провозвестие: «…задача этого раздела состоит в установлении фундаментального факта творения и описании эволюции и инволюции мира.»
- Цель: «Все создания в цепи творения, от высших до низших, осознают огромную потребность в существовании (сат), осознании (чит) и блаженстве (ананда).»
- Пути достижения: «…касается способа реализации трёх базисных потребностей.»
- Откровение: «…обсуждаются откровения тех, кто сумел реализовать три базисные потребности и оказался близок к конечной цели.»

## Теория о югах
В предисловии к «Святой науке» Шри Юктешвар приводит своё объяснение цикла юг, не соответствующее каноническому. С его точки зрения, мир в настоящее время находится на стадии Двапара-юги, а не Кали-юги, которую большинство пандитов считают текущей ступенью развития человечества. Его теория основывается на предположении о том, что Солнце, «имея некоторую звезду в качестве своего двойника, вместе с планетами и их спутниками обращается со своим двойником вокруг общего центра масс с периодом примерно в 24 000 земных лет — астрономическое явление, служащее причиной обратного движения точек равноденствий по Зодиакальному кругу».
Распространённым объяснением данного феномена является прецессия, колебательно-вращательное движение оси Земли.
Далее Шри Юктешвар утверждает:
Солнце участвует также в другом движении: оно обращается вокруг Великого Центра, именуемого Вишну-Набхи; последний является местонахождением творческой силы — Брахмы — магнетизма Вселенной. Брахма управляет дхармой — ментальной силой внутреннего мира. Когда Солнце в своем совместном вращении приходит в точку, расположенную наиболее близко к Великому Центру Вишну-Набхи — средоточию Брахмы (а это событие имеет место в то время, когда точка осеннего равноденствия оказывается в знаке Овна), то дхарма — ментальная сила — развивается настолько, что человек оказывается в состоянии легко понимать всё, даже тайны Духа.
В книге «Святая наука» Шри Юктешвар приходит к заключению о том, что мы на настоящий момент находимся на начальных ступенях Двапара-юги, которая актуализировалась приблизительно в 1699 г. н. э. Таким образом, по мнению Шри Юктешвара, сейчас 313 г. Двапара-юги. Следовательно, мы приближаемся к центральной точке и перейдём к Трета-юге примерно в 4099 г. н. э.
Если мы представим себе Юги на циферблате часов, то низшим моментом духовного развития будет точка 6 часов, приблизительно 550 г. н. э., являющаяся центром Кали-юги (Средневековье), а высшим моментом будет точка 12 часов, в центре Сатья-юги (буквально переводится как «Век Истины», поскольку сат=Истина) или Золотого века. Передвижение от нижней до верхней точки занимает примерно 12 тысяч лет, а полный цикл (2 махаюги) составляет примерно 24 тысячи лет. Сейчас мы находимся приблизительно на уровне 7 часов, продвигаясь по Двапара-юге или Бронзовому веку, начавшемуся в 1699 г. н. э.